# Le Roi de la pagaille
Pour plus de détails, voir Fiche technique et Distribution.
Le Roi de la pagaille (Trouble in Store) est un film britannique réalisé par John Paddy Carstairs, sorti en 1953.

## Synopsis
Norman, un magasinier du grand magasin Burridge, a deux buts dans la vie : être promu étalagiste et épouser Sally Wilson, qui travaille au rayon musique.
Lorsqu'il prend Augustus Freeman, le nouveau directeur du magasin, pour un petit employé, il est mis à pied pour une semaine. Un jour il croit qu'on lui a donné le poste d'étalagiste, mais lorsque le vrai arrive et trouve Norman en train de mettre en place la vitrine, il s'ensuit une bataille et une nouvelle mise à pied. 
Un jour Norman rencontre Sally à l'arrêt de bus, mais il va se rendre ridicule en tombant à l'eau lors d'une promenade avec elle au parc.
Alors qu'il est encore une fois mis à pied, il apprend par hasard qu'une bande de voleurs prévoit de voler la recette d'un jour de soldes. Il le dit à Sally, qui en avertit la chef du personnel, Miss Drew. mais celle-ci est de mèche avec les voleurs et Sally est enfermée dans les réserves du magasin. Norman arrive à la délivrer. Ensemble ils vont affronter les voleurs à l'aide de ce qu'ils trouvent au rayon jouets. Une fois récupéré le butin, Norman le rend à M. Freeman. On lui offre une récompense qui lui permettra d'acheter une bague de fiançailles pour Sally, et on lui promet une promotion. hélas Norman gâche tout en faisant entrer par erreur le directeur dans une cage d'ascenseur vide.

## Fiche technique
- Titre original : Trouble in Store
- Titre français : Le Roi de la pagaille
- Réalisation : John Paddy Carstairs
- Scénario : John Paddy Carstairs, Maurice Cowan, Ted Willis
- Direction artistique : John Gow, Alex Vetchinsky
- Costumes : Yvonne Caffin
- Photographie : Ernest Steward
- Son : Charles Knott, Gordon K. McCallum
- Montage : Peter Seabourne, Geoffrey Foot
- Musique : Mischa Spoliansky
- Production exécutive : Earl St. John
- Production : Maurice Cowan
- Société de production : Two Cities Films
- Société de distribution : General Film Distributors
- Pays d'origine :  Royaume-Uni
- Langue originale : anglais
- Format : Noir et blanc — 35 mm — 1,37:1 — son mono
- Genre : Comédie
- Durée : 85 minutes
- Dates de sortie : 
  - Royaume-Uni : 14 décembre 1953
  - France : 3 mars 1954

## Distribution
- Norman Wisdom : Norman
- Margaret Rutherford : Miss Bacon
- Moira Lister : Peggy Drew
- Derek Bond : Gerald
- Lana Morris : Sally Wilson
- Jerry Desmonde : Augustus Freeman
- Megs Jenkins : Miss Gibson
- Eddie Leslie : Bill
- Joan Ingram : Miss Denby
- Cyril Chamberlain : Alf
- Joan Sims : Edna
- Michael Brennan : Davis
- Michael Ward : Wilbur
- Ronan O'Casey : Eddie

## Bande originale ou chansons du film
- I want to put on record that I love you, lyrics de David Arkell, musique de Mischa Spoliansky, interprétée par Norman Wisdom et Lana Morris
- Don't laugh at me 'cos I'm a fool, paroles et musique de Norman Wisdom et June Tremayne, interprétée par Norman Wisdom

## Accueil
Le film fut un succès. Rien qu'à Londres, alors même qu'il n'étais pas sorti sur les écrans du West End, le film a battu des records au box-office dans 51 salles (sur les 57 où il était projeté). De même la chanson Don't Laugh At Me, s'est maintenu 15 semaines dans les hit-parades.